# اولگ تینکوف
اولگ تینکوف (روسی: Олег Юрьевич Тиньков؛ زادهٔ ۲۵ دسامبر ۱۹۶۷) کارآفرین، سرمایه‌دار و بانکدار اهل روسیه است. از تینکوف به عنوان یکی از الیگارش‌های روسیه نام برده می‌شود. او در سال ۲۰۰۶ بانک تینکوف را تأسیس کرد. او در دوران کاری خود در زمینه‌های مختلف از وارد کردن لوازم الکترونیکی، فروش مواد غذایی منجمد تا تولید آبجو، صدور کارت‌های اعتباری و حمایت از مسابقات دوچرخه‌سواری به عنوان مالک باشگاه دوچرخه‌سواری تینکوف ساگسو فعالیت داشته است.